# Чемпионат Колумбии по футболу среди женщин
Чемпионат Колумбии по футболу среди женщин (исп. Liga Profesional Femenina de Fútbol de Colombia), коммерческое название Лига Агила Феменина (исп. Liga Águila Femenina) — ежегодное соревнование среди женских футбольных клубов с целью определения чемпиона Колумбии. Победитель турнира представляет страну в розыгрыше Кубка Либертадорес.
Первый сезон прошёл в 2017 году, чемпионом стал клуб «Индепендьенте Санта-Фе».

## История
До 2016 года в Колумбии не существовало единой женской футбольной лиги, соревнования проводились региональными объединениями среди любительских клубов. Представитель страны в розыгрыше женского Кубка Либертадорес определялся в отдельном турнире — Кубке Пре-Либертадорес. С 2009 по 2015 год победителем турнира бессменно становился клуб «Формас Интимас».
В 2016 году впервые был проведён национальный турнир, в котором приняло участие 40 клубов. Победителем стал клуб Генерасьонес Пальмиранас.
В 2017 году, под управлением организации клубов ДИМАЙОР, была организована первая профессиональная лига, в чемпионате которой приняло участие 18 команд. В 2018 году планируется старт второго по рангу дивизиона. Наличие профессиональной футбольной лиги является одним из требований ФИФА к федерациям, подающим заявку на проведение чемпионата мира. Колумбия является одним из претендентов на право принять турнир в 2023 году.

## Регламент
Восемнадцать команд, разбитых на три группы по шесть клубов, проводят двухкруговой турнир. По две лучших команды из каждой группы, а также два лучших клуба из числа занявших третьи места, квалифицируются в плей-офф.
В матчах плей-офф команды проводят друг с другом по два матча (дома и на выезде). Финал также состоит из двух игр.

## Состав Лиги в сезоне 2017 года
В чемпионате приняло участие 18 команд, аффилированных с профессиональными клубами, входящими в организацию ДИМАЙОР.
| Клуб                    | Город                 | Стадион                  | Вместимость |
| ----------------------- | --------------------- | ------------------------ | ----------- |
| Альянца Петролера       | Барранкабермеха       | Даниэль Вилья Сапата     | 10 400      |
| Америка де Кали         | Кали                  | Паскуаль Герреро         | 42 200      |
| Атлетико Букараманга    | Букараманга           | Альфонсо Лопес           | 28 000      |
| Атлетико Уила           | Нейва                 | Гильермо Пласас          | 28 000      |
| Кортулуа                | Тулуа                 | Досе де Октубре          | 14 000      |
| Кукута Депортиво        | Кукута                | Генераль Сантандер       | 47 500      |
| Депортес Киндио         | Армения               | Сентенарио де Армения    | 20 716      |
| Депортиво Перейра       | Перейра               | Эрнан Рамирес Вильегас   | 35 297      |
| Депортиво Пасто         | Пасто                 | Департаменталь Либертад  | 27 000      |
| Энвигадо Формас Интимас | Энвигадо              | Полидепортиво Сур        | 14 000      |
| Форталеса СЕИФ          | Сипакира              | Эктор Гонсалес           | 7 000       |
| Ла Эквидад              | Богота                | Метрополитано де Техо    | 10 000      |
| Орсомарсо               | Пальмира              | Франсиско Ривера Эскобар | 9 000       |
| Патриотас               | Тунха                 | Ла Индепендьенсия        | 30 000      |
| Реал Картахена          | Картахена             | Меньор де Сан-Фернандо   | 1 400       |
| Реал Сантандер          | Флоридабланка         | Альваро Гомес Уртадо     | 14 000      |
| Санта-Фе                | Богота                | Эль Кампин               | 40 000      |
| Унион Магдалена         | Эль Кармен де Боливар | Хулия Турбай Самур       | 8 000       |

## Чемпионы
| Сезон | Чемпион  | Финалист      |
| ----- | -------- | ------------- |
| 2017  | Санта-Фе | Атлетико Уила |